# Ernst Lossa
Ernst Lossa (1 de noviembre de 1929, Augsburgo; 9 de agosto de 1944, Distrito de Algovia Oriental, Alemania) fue un joven yeniche alemán asesinado en el hospital mental Kaufbeuren, dentro del programa de eutanasia nazi. Su caso se volvió paradigmático de la práctica asesina sistemática llevada a cabo en la Alemania del III Reich, con fines de "higiene racial" y métodos pretendidamente científicos. Su historia ha dado lugar a una novela escrita por Robert Domes en 2008 y a una película, Niebla en agosto (2016), protagonizada por Ivo Pietzcker y dirigida por Kai Wessel.

## Biografía
Ernst Lossa nació el 1 de noviembre de 1929. Se quedó huérfano de madre a los cinco años, y su padre —que era vendedor ambulante— fue calificado de «antisocial» y recluido en el campo de concentración de Dachau tres años después. Ernst fue llevado a un hogar para niños junto a sus dos hermanas, pero más tarde fue trasladado a un correccional debido a que se ausentaba de las clases y hurtaba cosas a otros niños. Finalmente lo ingresaron en el hospital Kaufbeuren, a pesar de que no presentaba ningún cuadro psiquiátrico. Allí se granjeó la simpatía de muchos de los empleados del hospital, pero fue alcanzando conciencia de lo que se estaba haciendo con los pacientes, y desarrolló conductas prosociales con ellos. Fue asesinado el 9 de agosto de 1944 con una inyección letal en mitad de la noche, a la edad de 14 años.